# Paradasygyius tuberculatus
Paradasygyius tuberculatus is een krabbensoort uit de familie van de Inachoididae. De wetenschappelijke naam van de soort is voor het eerst geldig gepubliceerd in 1949 door Lemos de Castro.